# 比西莱塞尼
比西莱塞尼（法語：Bucy-lès-Cerny）是法国上法兰西大区埃纳省的一个市镇，属于拉昂区和拉昂第一县。该市镇2009年时的人口为203人。

## 人口
比西莱塞尼人口变化图示
| 数据来源：INSEE |